# Сен-Пьер-д’Олерон (кантон)
Сен-Пьер-д’Олерон (фр. Saint-Pierre-d’Oléron) — кантон во Франции, находится в регионе Пуату — Шаранта. Департамент кантона — Шаранта Приморская. Входит в состав округа Рошфор. Население кантона на 2006 год составляло 11 506 человек.
Код INSEE кантона 1731. Всего в кантон Сен-Пьер-д’Олерон входят 4 коммун, из них главной коммуной является Сен-Пьер-д’Олерон.

## Коммуны кантона
- Ла-Бре-ле-Бен — население 742 чел.
- Сен-Дени-д’Олерон — население 1172 чел.
- Сен-Жорж-д’Олерон — население 3415 чел.
- Сен-Пьер-д’Олерон — население 6177 чел.